# Galeazzo Ciano
Gian Galeazzo Ciano, 2. greve af Cortellazzo og Buccari (18. marts 1903 – 11. januar 1944), var en italiensk udenrigsminister og Benito Mussolinis svigersøn.

## Tidlige år
Ciano blev født i Livorno i 1903. Han var søn af admiralen Grev Costanzo Ciano, en helt under 1. verdenskrig i den italienske flåde, en af grundlæggerne af fascistpartiet og den som reorganiserede den italienske handelsflåde i 1920'erne. Ciano senior var ikke bleg for at tjene på sine offentlige embeder (han fik øgenavnet "Ganascia" – "kæften") og som sidegevinst blev hans søn snart vænnet til at leve et højt profileret glamourøst liv, hvilket han fortsatte med til det sidste. Efter at have taget en velfortjent juridisk eksamen gjorde Ciano tjeneste som attaché i Rio de Janeiro. Den 24. april 1930 giftede han sig med Benito Mussolinis datter Edda Mussolini, med hvem han tog til Shanghai, hvor han fungerede som italiensk konsul. Efter at være kommet tilbage til Italien nogle år senere, blev han minister for presse og propaganda.

## Udenrigsminister
Ciano tog del i den Anden italiensk-abessinske krig (1935-36) som chef for en eskadrille bombefly (hans enhed blev døbt "La Disperata") hvor hans senere modstander Alessandro Pavolini gjorde tjeneste som løjtnant. Efter hans højtfejrede hjemkomst som "helt", blev han udenrigsminister i 1936 og afløste Mussolini. Det følgende år var han angiveligt indblandet i planlægningen af mordet på brødrene Carlo Rosselli og Nello Rosselli, to fremtrædende antifascistiske aktivister, som blev myrdet i den franske badeby Bagnoles-de-l'Orne den 9. juni 1937.
Efter 1939 blev Ciano i stigende grad desillusioneret over Nazityskland og forløbet af 2. Verdenskrig. Da Italien gik ind i den ukloge "parallelkrig" med Tyskland, var han en forholdsvis overbevist støtte, også under den dårligt organiserede invasion af Grækenland og de efterfølgende tilbageslag. Efter Aksemagternes nederlag i Nordafrika i foråret 1943, store tilbageslag på Østfronten og et britisk-amerikansk angreb på Sicilien forude, skiftede Ciano holdning og gik imod en fortsættelse af den udsigtsløse krig og pressede aktivt på for at Italien skulle trække sig ud af krigen. Han blev bragt til stilhed ved at blive fjernet fra sin post og tildelt posten som ambassadør ved Den Hellige Stol. I denne funktion kunne han blive i Rom under tæt overvågning af Mussolini. Regeringens stilling var blevet mere prekær i løbet af sommeren, og kredse ved hoffet havde allerede taget kontakt til de allierede for at indgå en eller anden form for aftale.
Om aftenen den 24. juli 1943 indkaldte Mussolini det fascistiske storråd til sit første møde siden 1939. På mødet meddelte Mussolini at tyskerne påtænkte at evakuere Syditalien. Det fik grev Dino Grandi til at fremkomme med en lammende kritik af sin mangeårige kammerat. Grandi fremsatte et resolutionsforslag om at bede kongen om igen at påtage sig sine opgaver i henhold til forfatningen, en afstemning, som førte til at Mussolini fuldstændig blev fjernet fra ledelsen. Forslaget blev vedtaget med et uventet stort flertal, 19 mod 7, og Ciano stemte for.
Mussolini mente ikke, at afstemningen havde nogen større betydning, og mødte op på kontoret den følgende morgen som på alle andre dage. Om eftermiddagen tilkaldte kong Victor Emanuel ham til slottet og afskedigede ham. Da han forlod paladset blev Mussolini arresteret. I de næste to måneder blev han flyttet fra sted til sted for at holde ham skjult for tyskerne. Til sidst blev Mussolini sendt til Gran Sasso, et feriested i bjergene i det centrale Italien (Abruzzo). Han blev holdt i total isolation der, indtil han blev befriet af tyskerne. Mussolini dannede derefter en marionetregering i det nordlige Italien, som stadig var under tysk besættelse under betegnelsen R.S.I. Repubblica Sociale Italiana.
Ciano, som var blevet afskediget fra sin post af den nye regering, forsøgte at søge ly i Nazityskland med Edda og deres tre børn. Tyskerne udleverede ham imidlertid tilbage til agenter for R.S.I. og han blev arresteret for forræderi. Under tysk og fascistisk pres lod Mussolini Ciano stille for retten. Efter domfældelsen henrettedes han den 11. januar 1944 ved skydning på en skydebane i Verona sammen med andre (såsom Emilio De Bono og Giovanni Marinelli) der havde stemt for at Mussolini skulle afsættes.
Ciano huskes for sine berømte Dagbøger 1937-1943, en daglig registrering af hans møder med Mussolini, Hitler, von Ribbentrop, udenlandske ambassadører og andre politiske figurer, som viste sig at bringe de nazistiske ledere og hårdnakkede fascister i forlegenhed. I dagbøgerne omtaler han f.eks. Erik Scavenius som "en fisk på land...en lille gammel herre i jaket, som spurgte sig selv, hvordan i alverden han var kommet dertil". Edda forsøgte at slå en handel af om at udlevere hans papirer til gengæld for hans liv med hjælp fra dele af den tyske overkommando. Gestapoagenter hjalp hendes fortrolige Emilio Pucci med at redde nogle af dem fra Rom. Pucci var dengang en løjtnant i det italienske luftvåben, men blev berømt efter krigen som modedesigner. Da Hitler nedlagde veto mod planen, skjulte Edda hovedparten af papirerne på en klinik i Ramiola ved Medesano, og den 9. januar 1944 hjalp Pucci hende med at undslippe til Schweiz med de fem dagbøger, som dækkede krigsårene. Dagbogen blev første gang udgivet i 1946. En komplet udgave på engelsk blev udgivet i 2002.

## Børn
Ciano og Edda havde tre børn:
- Fabrizio Ciano, 3º Conte di Cortellazzo i Buccari (Shanghai, 1. oktober 1931 – San José, Costa Rica, 8. april 2008), ugift og uden arvinger
- Raimonda Ciano (Rom, 12. december 1933 -), gift med Nobile Alessandro Giunta (1929 -), søn af Nobile Francesco Giunta (Piero, 1887 – 1971) og hustru (gift i Rom, 1924) Zenaida del Gallo Marchesa di Roccagiovine (Rom, 1902 – São Paulo, São Paulo, 1988), efterkommer af Joseph Bonaparte og Lucien Bonaparte
- Marzio Ciano, (Rom, 18. december 1937 – 1974), gift med Gloria Lucchesi

## Forskelligt
- Cianos søn Fabrizio Ciano skrev sine personlige erindringer med titlen Quando il nonno fece fucilare papà ("Da bedstefar lod far skyde").
- Flere film har skildret Cianos liv heriblandt Mussolini and I (1985) hvor han blev spillet af Sir Anthony Hopkins.
- Raúl Juliá spillede Ciano i tv miniserien fra 1985 Mussolini: The Untold Story